# Der silberne Kelch
Der silberne Kelch (Originaltitel: The Silver Chalice) ist ein US-amerikanisches Monumentalfilm aus dem Jahre 1954 von Victor Saville mit Paul Newman als Basilus, seiner ersten Hauptrolle. An seiner Seite spielen Pier Angeli, Virginia Mayo, Jack Palance und die sehr junge Natalie Wood weitere Hauptrollen. Die Geschichte basiert auf dem Romanbestseller The Silver Chalice (1952) von Thomas B. Costain. Alternativtitel ist Basilus – Held von Rom.

## Handlung
Im Jahre 20 nach Christi Geburt adoptiert in Antiochia der wohlhabende und kinderlose Grieche Ignatius ein Kind, das er Basilus nennt. In seinem neuen Zuhause freundet sich der Knabe mit der ehrgeizigen Sklavin Helena an und entwickelt unter der Anleitung von Ignatius rasch Talent für die Bildhauerei. Als Ignatius stirbt, gelingt es dessen Bruder Linus, die römischen Beamten dahin gehend zu bestechen, dass Basilus seinen Anteil am Erbe nicht erhält und stattdessen als Sklave verkauft wird. Helena, die nunmehr unter dem Schutz ihres Geliebten, des Zauberers Simon, steht, warnt Basilus davor, dass Linus plane, ihn zu ermorden. Unterstützt von Lukas, einem Arzt und Jünger Christi, flieht Basilus nach Jerusalem in das Haus des Juden Aaron. Dessen Vater, Josef von Arimathäa, half soeben bei der Abnahme Christi vom Kreuz und bestattete diesen im Familiengrab. Josef zeigt Basilus den Heiligen Gral, den Kelch, aus dem Jesus während des Letzten Abendmahls trank, und bittet den Nachwuchsbildhauer, nach dem Original einen silbernen Kelch mit Gravuren der Köpfe Jesu und seiner Jünger zu entwerfen. Basilus schafft die Abbilder der Jünger, sieht sich aber nicht imstande, ein Bild Jesu zu gestalten.
Unterdessen bittet Mijamin, der Anführer einer Gruppe von Attentätern, den Magier Simon darum, ihm dabei zu helfen, eine Armee auf die Beine zu stellen. Mijamin will mit der Simons Magie die Christen von ihrer Religion fort und zu seiner Armee hinführen. Simon, der sich danach sehnt, mehr als ein gewöhnlicher Magier zu sein, überzeugt Mijamin, ihm zu helfen, eine eigene neue Religion zu gründen. Um die Christen zu demoralisieren, beschließen sie, den Gral zu stehlen und ihn in Gegenwart des Simon Petrus, eines Jüngers Jesu und Simons Gegenspielers, öffentlich zu vernichten. Als Basilus erfährt, dass Helena in Jerusalem ist, nimmt er an Simons nächster Aufführung teil. Als der Magier sich mit Jesus vergleicht, zeiht Josefs Enkelin Debora, die Basilus begleitet hat, ihn der Blasphemie und bringt dadurch die Menge gegen sich auf. Basilus hilft ihr, dem Zorn des Pöbels zu entkommen. Später überreicht Basilus Josef den fast fertigen Kelch. Der alte Mann bittet dessen Schöpfer, nach Rom zu gehen, um Petrus zu treffen. Basil zögert ein wenig. Josef nimmt an, dass der junge Künstler sich in Debora verliebt habe und deshalb von hier nicht fortreisen will. Das Gesetz sieht vor, dass Debora Josefs Vermögen nicht erben kann, solange sie nicht verheiratet ist. Josef, in der Hoffnung, dass Basilus und Debora heiraten werden, erzählt ihr, dass Basil sie liebe. Wohlwissend, dass die ehrgeizige Helena Simon niemals verlassen wird und dass Basilus noch immer Helena liebt, sagt Basil zu Debora, dass er sie heiraten werde, damit sie eines Tages an ihre Erbe kommen könne. Beide jungen Leute heiraten in einer privaten Zeremonie vor dem sterbenden Josef. Nachdem Basil und Debora nach Antiochia aufbrechen, um Josefs Gold in Empfang zu nehmen, überfallen Simon und Mijamin Aarons Haus auf der Suche nach dem Gral, finden ihn aber nicht und folgen daraufhin dem Brautpaar.
Basilus und Debora verbringen die kommende Nacht getrennt in zwei Zelten, als Mijamin den Kelch entwendet. Basilus folgt ihm und tritt den Kampf gegen dessen Männer an, um den Kelch wieder in seinen Besitz zu bringen. Dies gelingt ihm, und Basilus und Debora erreichen unbeschadet Antiochia. Von dort reist Basilus allein nach Rom weiter, um Petrus zu treffen. Hier lernt er Kester, einen Zeugen seiner Adoption, kennen. Der verspricht Basilus, ihm zu helfen, sein Erbe zurückzugewinnen. Nachdem er von Helena überredet wurde, nach Rom zu gehen, erlangt ihr Liebhaber Simon die Gunst des römischen Kaisers Nero. Durch Simons Schmeichelei steigert sich Neros Selbsteinschätzung immer mehr und verwandelt sich schließlich in Größenwahn. Simon verspricht in seiner maßlosen Selbstüberschätzung dem Imperator, dass er wie ein Vogel zu Neros Ruhm fliegen werde, und bittet den Herrscher, einen fast einhundert Meter hohen Turm errichten zu lassen, von dem aus er, Simon, fortfliegen wolle. Nero befiehlt den Christen-Sklaven, mit dem Bau zu beginnen. Als viele der Ausgebeuteten rebellieren, werden siegekreuzigt. Derweil hat Helena von Basilus’ Heirat mit der schönen Debora erfahren und überredet in einem Eifersuchtsanfall Nero, Basilus mit der Schaffung einer Büste zu beauftragen, was dazu führt, dass der Aufenthalt des Künstlers am Hofe des Imperators verlängert wird.
Während Basilus an der Büste meißelt, wird er beim Blick aus dem Fenster Zeuge der Hinrichtungen von Christen. Basilus beginnt inbrünstig zu beten, worauf ihm das Antlitz Christi erscheint, was ihn veranlasst, Neros Auftrag aufzugeben. Am Morgen übergibt ein Bote heimlich den fertigen Silberkelch an Petrus und erzählt Basilus, dass Debora mit dem Heiligen Gral nach Rom gekommen sei. Inzwischen ist Simons Flugturm fertig gestellt, und die Bürger Roms versammeln sich, um Simons Flug zu beobachten. Simon, der glaubt, ein Gott zu sein, sagt Helena, dass er keinerlei Halterungen benötige, um zu fliegen. Simon ignoriert ihre Bitten, springt vom Turm und stürzt zu Tode. Die gaffende Masse fühlt sich geprellt und begehrt auf. Nero fürchtet, dass der Zorn des Pöbels sich auch gegen ihn, den Förderer Simons, wende könne, und denkt sich eine neue Bosheit aus. Er befiehlt Helena, ihrem toten Geliebten auf den Turm zu folgen und ebenfalls einen Flugversuch zu starten. Wenn sie es schaffe, werde er ihr Leben verschonen. Helena erklimmt den Turm und fällt in die Tiefe, der Menge zu Füßen. Verärgert über die fehlenden Wunder, plündern wütende Menschenmengen erst Simons Haus und auch die Gebäude der Nachbarn. Im allgemeinen Durcheinander stößt Basilus auf seine Frau und gesteht Debora seine Liebe. Als der Heilige Gral und der silberne Kelch aus dem Haus des Heiligen Petrus gestohlen werden, verfolgt Basilus den Räuber durch die Straßen. Aber der Dieb wird von der Menge übermannt, festgehalten und getötet. Als Basil den Toten erreicht, findet er nur noch einen Splitter des Kelchs. Basilus und Debora bereiten sich auf die Rückreise nach Antiochia vor. Petrus segnet das Paar und prophezeit ihnen, dass der Heilige Gral eines Tages wieder auftauchen werde, und zwar dann, wenn die Menschheit ihn brauchen würde.

## Produktionsnotizen
Die Dreharbeiten fanden zwischen Anfang Juni und Ende August 1954 in Palm Springs und in Rom statt. Die Welturaufführung erfolgte am 17. Dezember 1954 in Saranac Lake (New York), die deutsche Premiere fand am 21. Oktober 1955 statt.
Lesser Samuels war Produktionsleiter. Die stilisierten Filmbauten entwarf Rolf Gérard, Boris Leven besorgte deren Ausführung, die Ausstattung Howard Bristol. Marjorie Best gestaltete gemeinsam mit Gérard die Kostüme. Hans F. Koenekamp zeichnete für die fotografischen Spezialeffekte verantwortlich. Stephen Papich gestaltete die Choreografie.
Neben Newman gab auch der spätere TV-Star Lorne Greene (Bonanza) hier sein Filmdebüt.

## Preise/Nominierungen
- Der gebürtige Oberschlesier Franz Wachsmann, der als Franz Waxman in Hollywood Karriere gemacht hatte, erhielt für seine Filmkomposition eine Oscar-Nominierung.
- Eine weitere Oscar-Nominierung erhielt William V. Skall für die Beste Farbfilmfotografie
- Leinwand-Debütant Paul Newman wurde als Bester Nachwuchsdarsteller mit einem Golden Globe Award ausgezeichnet. Er selbst hingegen bezeichnete Der silberne Kelch als schlechtesten Film, der in den 1950er Jahren gedreht wurde und warnte 1966, als der Film im Fernsehen ausgestrahlt werden sollte, in einer Anzeige öffentlich davor, sich diesen Streifen anzusehen.

## Synchronisation
| Rolle                 | Darsteller        | Synchronsprecher    |
| --------------------- | ----------------- | ------------------- |
| Basilus               | Paul Newman       | Harald Juhnke       |
| Helena                | Virginia Mayo     | Eleonore Noelle     |
| Simon, der Magier     | Jack Palance      | Wolf Ackva          |
| Joseph von Arimathea  | Walter Hampden    | Walther Suessenguth |
| Mijamin               | Joseph Wiseman    | Paul Edwin Roth     |
| Lukas, der Evangelist | Alexander Scourby | Curt Ackermann      |
| Ignatius              | E. G. Marshall    | Robert Klupp        |
| Petrus                | Lorne Greene      | Wilhelm Borchert    |
| Aaron                 | Michael Pate      | Konrad Wagner       |
| Kester                | Albert Dekker     | Franz Nicklisch     |
| Idbash                | Robert Middleton  | Hans Emons          |
| Kaiser Nero           | Jacques Aubuchon  | Klaus Miedel        |
| Sosthene              | Terence De Marney | Alfred Balthoff     |

Wilhelm Borchert (hier die Stimme von Lorne Greene) wirkte in der deutschen Fassung auch als Erzähler.

## Kritiken
Die Kritiken fielen überwiegend vernichtend aus. Nachfolgend mehrere Beispiele:
A. H. Weiler schrieb in der New York Times, die Macher des Films „haben sich ein spektakelvolles Abenteuer ausgedacht, das leicht in die üppigen Farbtöne von WarnerColor und die extra-große Leinwand von Cinemascope passt. Aber indem sie ein Minimum an Spannung und großzügige Portionen Extravaganz bieten, haben sie ein umständliches und manchmal knarrendes Vehikel veröffentlicht, das zu lange braucht, um sein Ziel zu erreichen.“
John L. Scott befand in der Los Angeles Times, der Film sei „manchmal farbenfroh, aber bisweilen ziemlich ermüdend“.
Richard L. Coe wiederum dekretierte in The Washington Post: „Lester Samuels’ Drehbuch schlängelt unsicher, und Victor Savilles Regie ist einfach schwülstig. Ich fand nichts bemerkenswertes in den Auftritten der Hauptdarsteller.“
Der Movie & Video Guide nannte Paul Newmans Debüt „mittelmäßig“ und erinnerte daran, dass sich Newman einst in einer Anzeige für diesen Film öffentlich entschuldigte.
Halliwell’s Film Guide befand: „Grimmiger Bibel-Humbug, langsamer und tödlicher als die meisten mit einer zum Heulen schlechten Besetzung und Regie“.
Das Lexikon des Internationalen Films befand: „Frei erfundener religiöser Kitsch in einer langatmigen Inszenierung. Paul Newmans nicht sehr gelungenes Filmdebüt.“